# Constantin Opos (catepan)
Constantin Leon Opos (în limba italiană: Costantino Opo) a fost catepan bizantin de Italia între anii 1033 și 1038. Nu trebuie confundat cu generalul omonim, care a luptat în armata împăratului Alexios I Comnen.
Constantin Opos l-a înlocuit în funcția de catepan pe Mihail Protospatharios. Mențiunea documentară potrivit căreia un strategos numit Leon Opos a fost trimit în Italia în aceeași perioadă se referă probabil la una și aceeași persoană. Principalele surse pentru activitatea sa de catepan sunt cronicarul Lupus Protospatarul din Bari și cronica anonimă denumită Anonymi Barensis chronicon. Opos a acordat o diplomă unei mănăstiri din apropierea așezării Troia din regiunea Foggia în noiembrie 1034. În anul 1037, sultanul din dinastia zirizilor al Tunisiei, Sharaf ad-Dawla al-Mu'izz ibn Badis, și-a trimis fiul, Abdallah să lupte împotriva emirului de Sicilia, Ahmad II al-Akhal. Al-Akhal a fost înfrânt și a căutat refugiu în anturajul lui Constantin Opos. Anul următor, Constantin nu mai apare înregistrat în niciun document, fiind înlocuit cu Mihail Spondyles și apoi cu Nikefor Doukeianos.